# Богомазов, Григорий Иванович
Григорий Иванович Богомазов (28 января 1918, д. Коновалово, Воронежская губерния — 16 января 1994, Витебск) — полковник Советской Армии, участник Великой Отечественной войны, Герой Советского Союза (1943).

## Биография
Родился 28 января 1918 года в деревне Коновалово в крестьянской семье. Получил среднее образование, работал мастером на чулочной фабрике в Сталинграде (ныне — Волгоград). В 1938 году был призван на службу в Рабоче-крестьянскую Красную Армию. В том же году окончил Борисоглебскую военную авиашколу.
С начала Великой Отечественной войны — на её фронтах, участвовал в обороне Ленинграда. К июлю 1943 года старший лейтенант Г. Богомазов был заместителем командира эскадрильи 158-го истребительного авиаполка 7-го истребительного авиакорпуса войск ПВО.
К июлю 1943 года совершил 350 боевых вылетов, принял участие в 50 воздушных боях, в которых лично сбил 9 самолётов (по наградным документам, сбил 12 самолётов лично и в группе — 4 вражеских самолёта).
Указом Президиума Верховного Совета СССР от 2 сентября 1943 года за «образцовое выполнение боевых заданий командования на фронте борьбы с немецко-фашистскими захватчиками и проявленные при этом мужество и героизм» старший лейтенант Григорий Богомазов был удостоен звания Героя Советского Союза с вручением ордена Ленина и медали «Золотая Звезда» за номером 1076.
За годы войны совершил более чем 400 успешных боевых вылетов, принял участие в более чем 60 воздушных боях, в которых лично сбил 15 и в группе — 4 самолёта противника. После окончания войны продолжил службу в ВВС СССР. В 1956 году он окончил Военно-воздушную академию, командовал 339-м военно-транспортным авиационным полком. В 1969 году в звании полковника был уволен в запас. Проживал в Витебске, работал на местной обувной фабрике. Умер 16 января 1994 года.

## Награды и звания
Был также награждён орденами Красного Знамени, Отечественной войны I степени, двумя орденами Отечественной войны II степени, тремя орденами Красной Звезды, а также рядом медалей.

## Память
- В 2022 году имя Г. И. Богомазова присвоено средней школе № 5 г. Витебска[5]. Одна из экспозиций в школьном музее посвящена Герою.